# Purpur (Farbe)

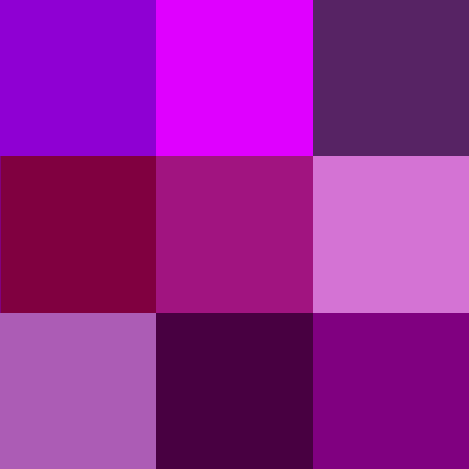
Kräftige Purpurtöne

Kühle bläuliche Purpurtöne

Purpur ist die allgemeine Bezeichnung für Nuancen zwischen Rot und Blau, physikalisch gesehen zwischen Rot und Violett.
Die Farbe Purpur entspricht mithin einem Farbreiz, der sowohl die L- als auch die S-Zapfen erregt. Die farbstärksten Purpurtöne liegen auf der Purpurlinie der CIE-Normfarbtafel, auf der alle für das menschliche Auge wahrnehmbaren Farbtöne (mit einer normierten Helligkeit) repräsentiert sind.
Im engeren Sinne bezeichnet man mit Purpur oder Purpurrot einen sehr gesättigten rotvioletten oder violettroten Farbton von „prächtiger“ Wirkung, der lange vor der Antike, schon um 1600 v. Chr. aus dem sehr kostbaren purpurnen Farbstoff der Purpurschnecke gewonnen wurde. Der kaiserliche Purpur im antiken Rom und in Byzanz wurde innerhalb der römisch-katholischen Kirche tradiert, man spricht bis heute von Kardinälen als „Purpurträger“. Ab der frühen Neuzeit wurde dieser Naturfarbstoff zunehmend durch billigere, farblich ähnliche Farbstoffe ersetzt.

## Etymologie
Der Farbbegriff „purpur“ ist eng verbunden mit dem Farbstoff der Purpurschnecke, kann jedoch im geschichtlichen Bezug auch andere Färbungen bezeichnen. Ursache dafür liegt in unvollendeten Färbeverfahren oder auch Fälschungen des Färbemittels. „Als reine Farb(ton)bezeichnung ist es seit etwa 1535 bezeugt.“ Schriftsprachlich ist um 1900 das Verhältnis von „purpur(n)“ zu „violett(en)“ mit 61 : 42 belegt. Im 20. Jahrhundert kommt die Wortfamilie Purpur ins „Gehoben-Poetische“. „Purpur [ist] ein Wort der Hochsprache und der Schriftsprache, ein Wort feierlicher Rede und der Poesie, [das] in den Bereich von rot weist, ohne eine ganz bestimmte Farbvorstellung zu wecken“.
Um die blauroten Farbtöne einzudeutschen, wurde – beispielsweise von Wilhelm Ostwald, aber auch von Goethe – die Farbeigenschaft „Veil“, abgeleitet von Veilchen genutzt.
Der englische Begriff purple ist nicht deckungsgleich mit dem deutschen Wort Purpur. Im engeren Sinne steht das englische purple meist für ein Violett, während man mit dem deutschen Purpur oder Purpurrot im engeren Sinne rot-violette oder violett-rote Nuancen meint. Das entspricht im Englischen ungefähr dem Begriff red-violet. So findet man „ein Muster des Purpurstoffs, der 1952 in Deutschland für die Krönungsgewänder der Königin Elisabeth II. hergestellt wurde: Es handelt sich um ein ‚ins Violette spielendes warmes Dunkelrot‘, die im Deutschen typischerweise als purpurrot beschrieben wird, im Englischen aber coronation-red benannt wurde. Aber auch im Englischen sind die Grenzen zwischen purpur […] violet, mauve, lilac fließend. Französisch pourpre bleibt nach wie vor interpretationsabhängig.“

## Farblehre

Die Purpurlinie zwischen (Ultra-)Violett und (Infra-)Rot im Chromatizitätsdiagramm

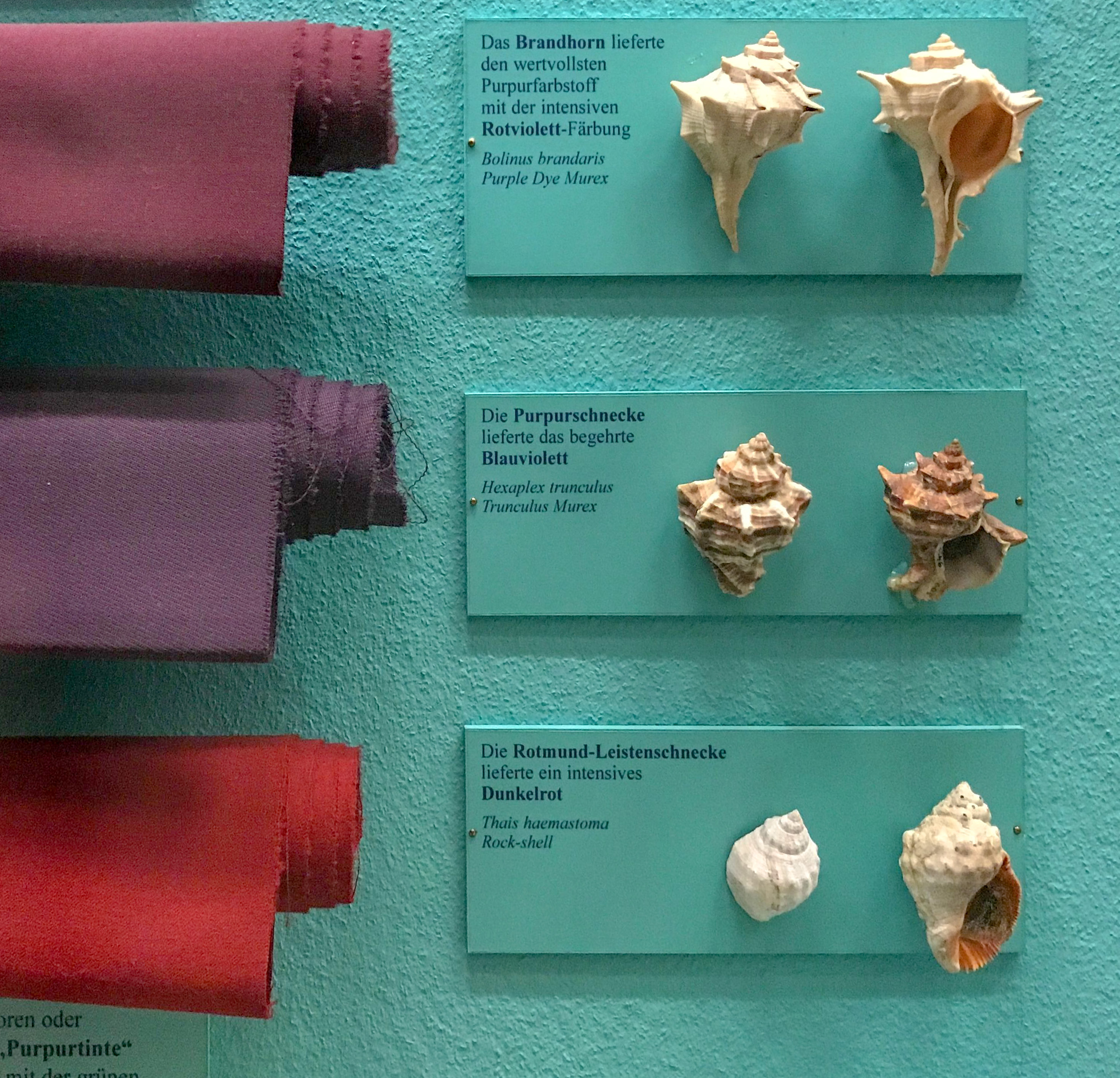
Drei Varianten des natürlichen Purpurfarbstoffs
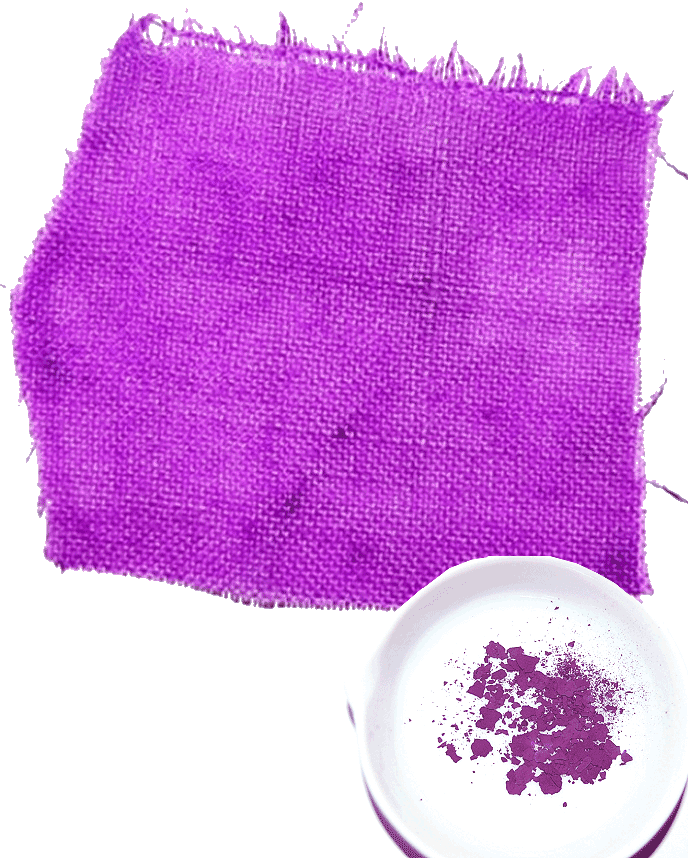
Ein mit synthetischem Purpur violett gefärbter Stoff

Purpur ist definitionsgemäß der Farbbereich aller Farbtöne der Purpurlinie zwischen den Farbreizen des langwelligsten sichtbaren spektralen Rot (L-Zapfen) und des kurzwelligsten sichtbaren spektralen Violett (S-Zapfen). Die Spektralfarbe Violett wird bei Emission von 380 bis etwa 420 Nanometer wahrgenommen. Im Chromatizitätsdiagramm findet sich Violett am blauen Ende des Kurvenzuges bei (x;y) = (0,17; 0).
Eine Spektralfarbe Purpur gibt es definitionsgemäß nicht, jenseits des Blau schließt sich Violett an, das zum Ultraviolett überleitet. Es besteht Uneinigkeit über die Zuordnung zu den Purpurtönen. Das kann seine Ursache in individuellen Varianten bei der Wahrnehmung haben, insbesondere dadurch, dass sich hier Farbreize am Rande des Sichtbaren auswirken.
Die Bezeichnung verschiedener Nuancen zwischen blauem Rot und rotem Blau ist nur unscharf festgelegt, insbesondere da die Spektralfarbe Violett empfindungsgemäß ähnlich ist. Die Abgrenzung der „blauroten Farbtöne“, also auch des Purpurs, ist schwierig und unterliegt individuellen und kulturgeschichtlichen Bewertungen. Dem Purpur verwandt sind die Farbtöne:
- Indigo, ein dem Violett im Spektrum nahes Blau
- Fuchsin, der Farbton der Fuchsie
- Magenta, eine Grundfarbe des CMYK-Farbmodells
- lila, violett
- pink
- pflaumenfarben, ein Begriff der Mode, in Variationsbreite der Frucht
- orchideenfarben, ein Begriff der Modeindustrie, bei Netscape: DA 70 D6
- Mauve, malvenfarben; die erste synthetische Teerfarbe war das Mauvein.

Im allgemeinen Sprachgebrauch werden oft Violett und Lila anstatt von Purpur benutzt, gehoben eher Violett als Lila, wobei letzteres durch die Benutzung in der Fibel bekannt wurde und so aus der Hochsprache versetzt wurde.
Eine Abgrenzung der Farbnamen ist uneingeschränkt mit Farbsystemen möglich, wie den Webfarben, dem RAL-System oder Farbkatalogen, wie dem NCS oder dem Pantone-Farbfächer.
Die Farbvalenz Purpur ergibt sich durch additive Mischung der Farblichter Rot und Blau. Bei der additiven Farbmischung des RGB-Farbraums, also bei Lichtfarben, ist heller Purpur das Mischergebnis der Primärfarben Orangerot und Blauviolett und somit selbst eine Sekundärfarbe. Bei der subtraktiven Farbmischung des CMYK-Farbraums ist der Purpurton „Magenta“ dagegen eine Primärfarbe.
| Purpur | Purpurrot | Mittel- violettrot | Blass- violettrot | Dunkel- magenta | Fuchsia Magenta | Dunkel- rosarot | Dunkel- violett | Violett | Blau- violett | Indigo |
| ------ | --------- | ------------------ | ----------------- | --------------- | --------------- | --------------- | --------------- | ------- | ------------- | ------ |

## RAL-Farben
Im RAL-Farbsystem sind die Farben RAL 3004 Purpurrot und RAL 4006 Verkehrspurpur definiert. RAL 3004 Purpurrot wurde von der Deutschen Bundesbahn von Anfang der 1950er Jahre bis Mitte der 1970er Jahre für Diesellokomotiven, Schlafwagen und Speisewagen sowie bis Ende der 1980er Jahre für den unteren Bereich der Trans-Europ-Express- und InterCity-Fahrzeuge (1. Klasse und Speisewagen) und schneller Elektrolokomotiven verwendet.

## Historische Verwendung

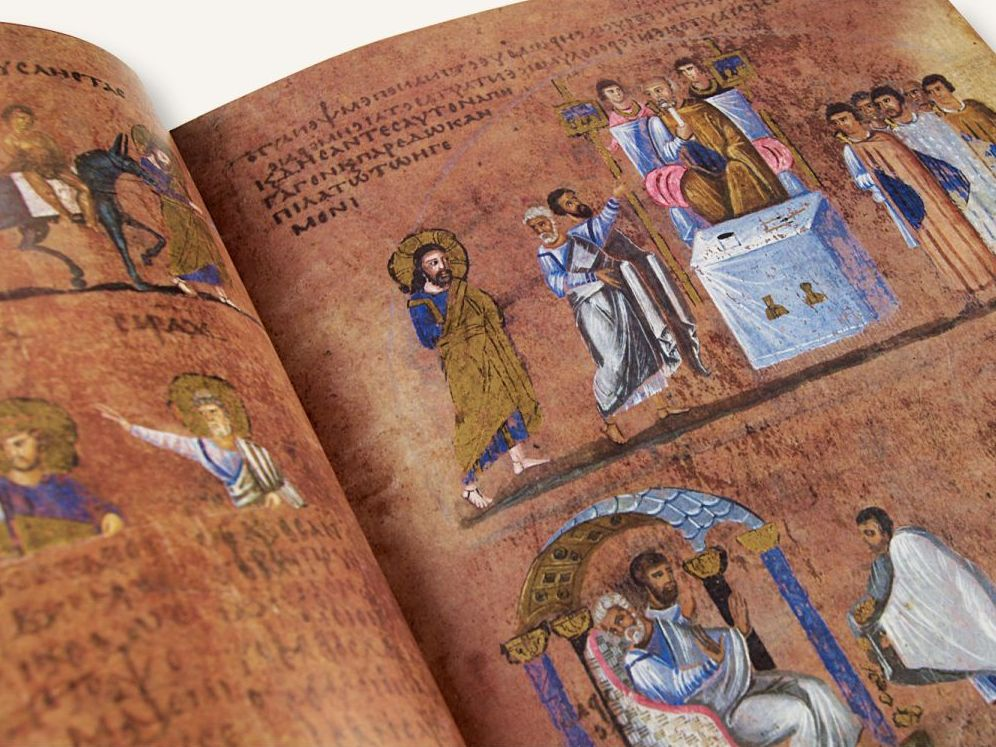
Codex Rossanensis. Die ursprüngliche Purpurfarbe der Seiten ist nach über tausend Jahren ins Bräunliche verfärbt.

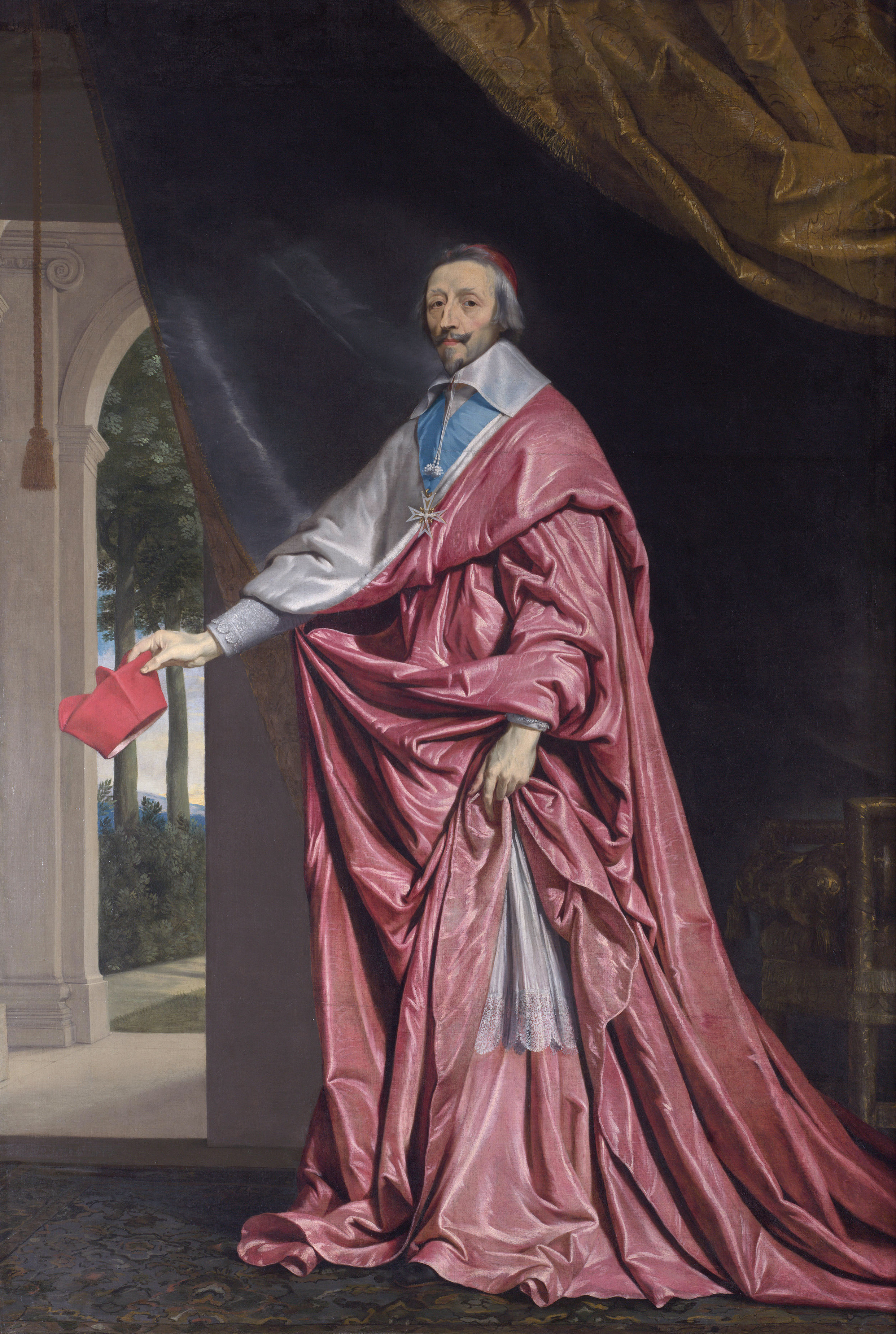
Kardinal Richelieu in einem purpur-rosa Gewand

### Begriffsbestimmung
Im Laufe der Geschichte hat sich die Bedeutung der Bezeichnung Purpur geändert. Bis weit über das Mittelalter gab es nicht immer eine Notwendigkeit, die Farbbezeichnung exakt zu fassen. Manchmal wurde sie auch nach der Herkunft oder der kulturellen Bedeutung der farbgebenden Komponente bezeichnet.

### Herstellung
Der echte Purpurfarbstoff ist einer der teuersten Farbstoffe der Welt. Er wird aus verschiedenen Purpurschnecken (vor allem Haustellum brandaris und Haustellum trunculus) gewonnen und färbt Stoffe je nach Schneckenart, Geschlecht, Ernährung und Dauer des einzelnen Färbeprozesses grün, altrosa, tiefrot, blau, violett oder fast schwarz. Dieser fast schwarze, beziehungsweise tiefdunkel-violette Purpur wurde als tyrischer Purpur bezeichnet, und war das Ergebnis des längsten Färbeprozesses, unter Zugabe von reichlichem Schneckensekret. Daher war er besonders kostbar und wurde auch später in Byzanz vor allem für kaiserliche Gewänder verwendet. Im Mittelmeerraum, wo man die Tiere zur Farbgewinnung tötete, waren in der Antike vor allem die Phönizier die Produzenten des Farbstoffs.
Bei den Mixteken in Mittelamerika wurden die Purpurschnecken „gemolken“ und anschließend wieder lebend auf den Felsen zurückgesetzt. Diese Technik ist bis heute überliefert.

### Geschichte

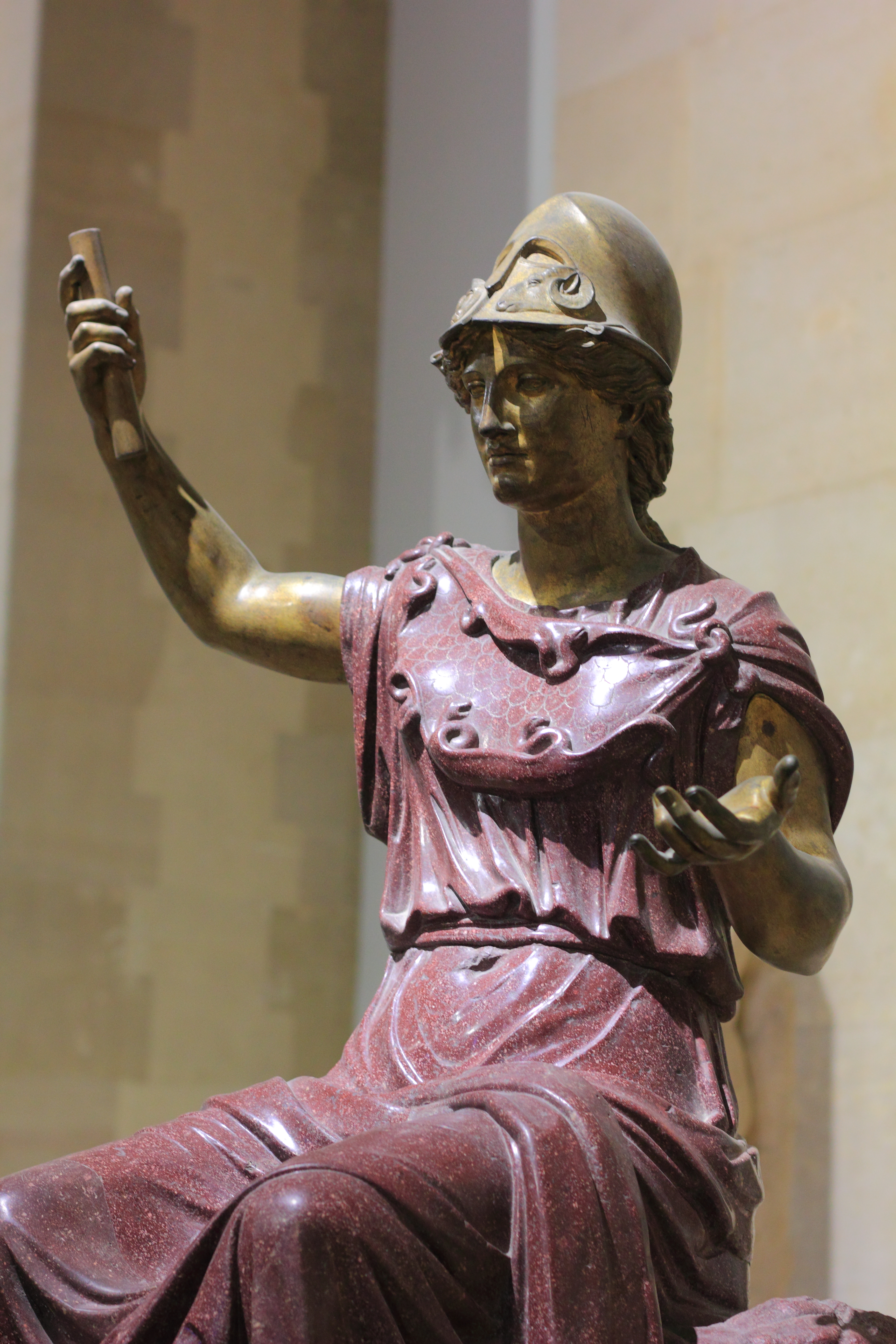
Minervastatue in einem antiken Purpurgewand aus Porphyr (Louvre, Paris)

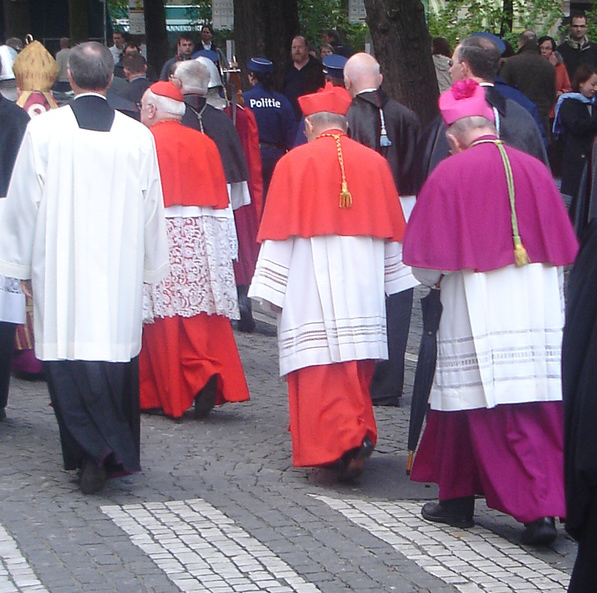
Der heutige sogenannte „Kardinalspurpur“ ist in Wahrheit rein rot, während die Farbe der Bischöfe ein Violett aus dem Purpurbereich ist.

Im alten Rom war Purpur, gewonnen aus Meeresschnecken den Togen und einige Zeit sogar nur den Schärpen der Senatoren vorbehalten. Es war der Farbstoff der Toga von Triumphatoren und des Kaisers. Einen wahrscheinlich relativ realistischen Eindruck vom Farbton des kaiserlichen Purpurs in Rom vermitteln einige antike Statuen, deren Gewänder aus dunklem Porphyr bestehen. Seit dem Frühmittelalter waren die Hauptlieferanten der begehrten Purpurprodukte in der Stadt Konstantinopel ansässig. Auch hier war Purpur den Kaisern vorbehalten; Prinzen, die während der Regierungszeit ihres Vaters geboren wurden, nannte man „im Purpur geboren“.
Ab dem 4. oder 5. Jahrhundert wurden wertvolle Handschriften auf purpurgefärbtem Pergament geschrieben. Erhalten sind Evangelien- und andere biblische Texte. Seit dem 10. Jahrhundert werden auch besondere Urkunden auf purpurgefärbtem Pergament verfasst, meist Abschriften päpstlicher Vereinbarungen für die Empfänger. Die ursprüngliche Purpurfärbung des Pergamentes ist jedoch heute nach hunderten oder über tausend Jahren meistens ins Bräunliche verändert, ebenso wie auch die verwendete Silbertinte oxidiert ist und heute schwarz erscheint.
Später wurde die Farbe innerhalb der katholischen Kirche den Kardinälen vorbehalten, die daher auch als „Purpurträger“ bezeichnet werden, obwohl die Farbe ihrer Amtstracht ein leuchtendes Scharlachrot ist. Der Ausdruck geht auf den (heute nicht mehr verwendeten) Purpurmantel zurück, den Papst Paul II. 1464 als Kleidungsstück für Kardinäle einführte. Zwar nicht mit Purpur gefärbt, ihm aber farblich ähnlich ist das Violett der römisch-katholischen Bischofsgewänder.
Ab der frühen Neuzeit wurde der Farbstoff zunehmend durch schon im römischen Reich bekannte billigere, aber farblich sehr ähnliche Farbstoffe ersetzt.

## Symbolik
Die symbolische Bedeutung der Farbe Purpur leitet sich teilweise direkt aus der Kostbarkeit des Farbstoffs und seiner historischen Verwendung ab und steht für priesterliche Würde, kaiserlich-königliche Macht und Majestät.

### Altertum
Ein blauvioletter Farbstoff, der aus der Meeresschnecke Hexaplex trunculus extrahiert wurde, erzeugt nach Sonnenlichteinwirkung eine sehr haltbare dunkelblaue (mitternachtsblaue) Purpurfarbe, die als Tekhelet bekannt ist. Sie wurde schon im vorantiken Israel für die Kleider der Hohepriester benutzt und wird heute wieder für Zizit („Schaufäden“) verwendet.

### Antike
Die dunkle Farbe des edlen tyrischen Purpurs wurde später in der Antike von Plinius mit „höchstem Ruhm“ assoziiert, aber auch von Homer mit (geronnenem) Blut verglichen.

### Christentum
Die im Neuen Testament genannte Mutter Jesu, Maria, wurde und wird in der Ikonenmalerei von Byzanz und in der Ostkirche meistens in einem dunklen purpurfarbenen Mantel (oft über einem blauen Kleid) dargestellt (manchmal auch in Dunkelrot).
Den in den Schilderungen der Kreuzigung Christi erwähnten „Spottmantel“ bezeichnen die Evangelisten Markus (Mk 15,17 ) und Johannes (Joh 19,5 ) als altgriechisch πορφυροῦς ‚purpurn‘, während das Evangelium nach Matthäus (Mt 27,28 ) ihn als altgriechisch κοκκίνην ‚scharlachrot‘ beschreibt. Im Christentum steht Purpur darüber hinaus auch für Demut und Buße und ist die Farbe von Passion und Advent (heute Violett).

## Heraldik
Heraldisch und vexillologisch ist die Bezeichnung „purpurn“ immer nur diese einzige Standardfarbe, unabhängig von der im Einzelfall unterschiedlichen, konkreten Wiedergabe der Farbtöne. Purpur gehört zu den klassischen Tinkturen und den Farben.

## Galerie

Purpur in der Natur
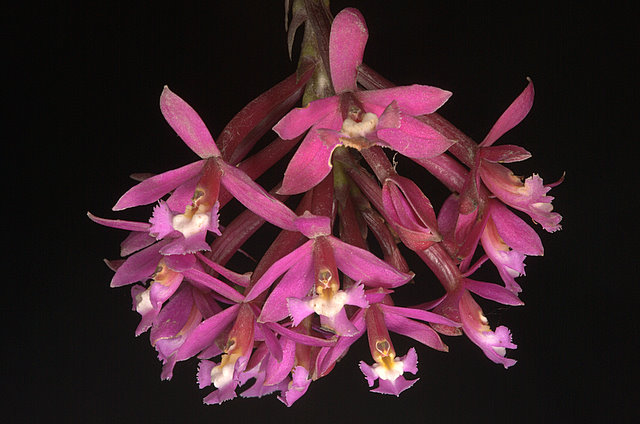
Orchidee Epidendrum secundum
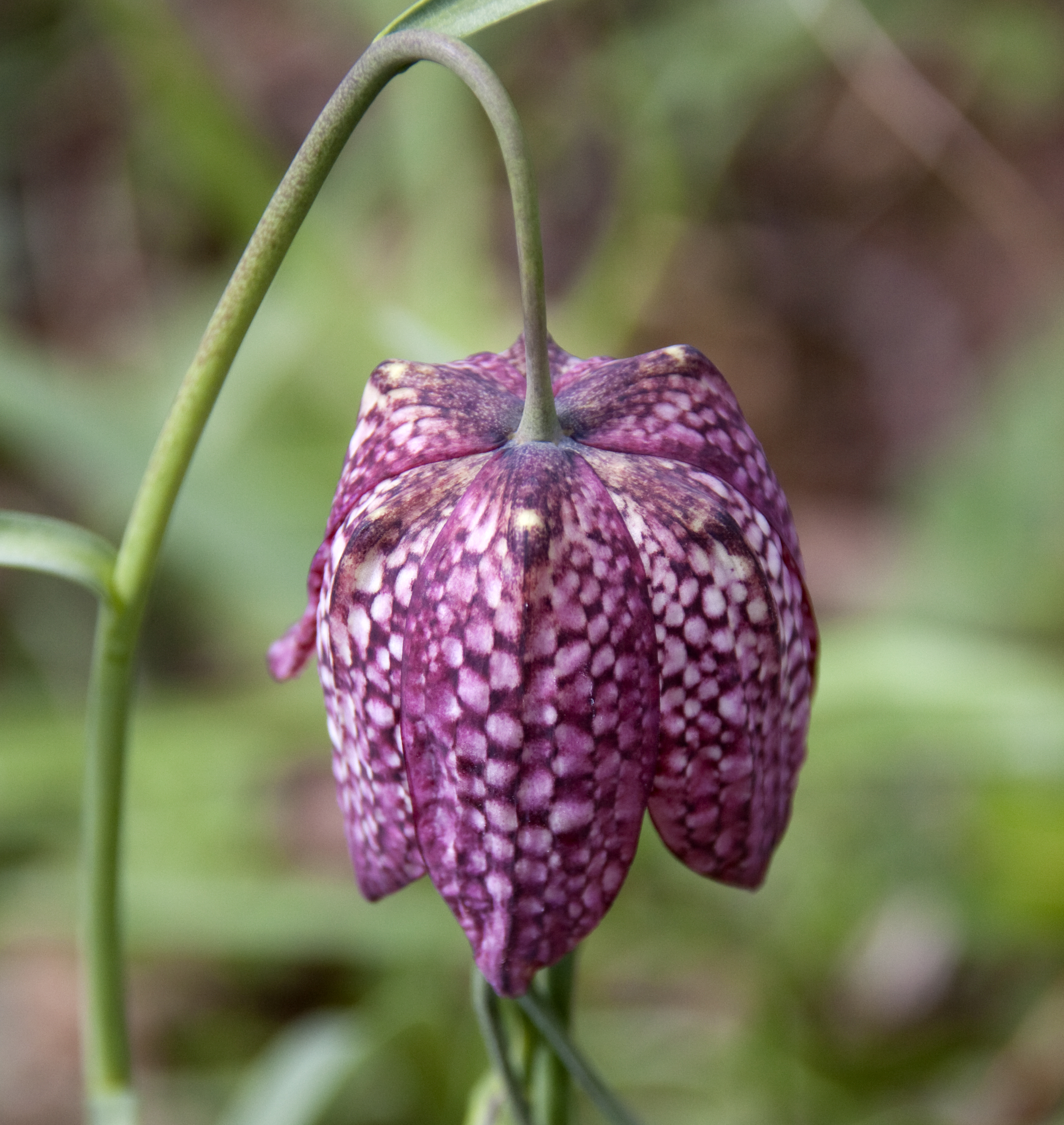
Schachblume (Fritillaria meleagris)
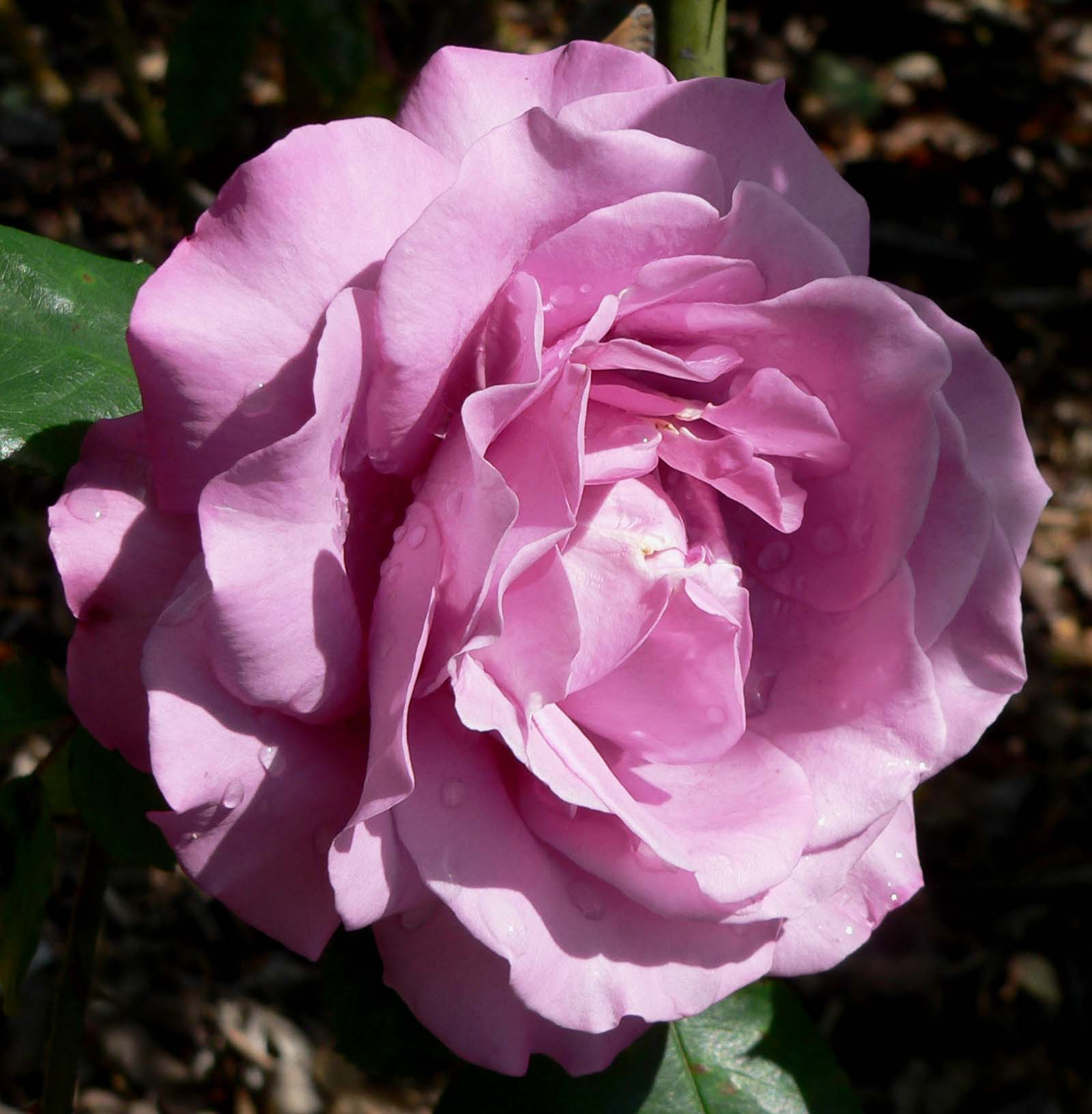
Blass-purpurne Rose 'Royal Amethyst'
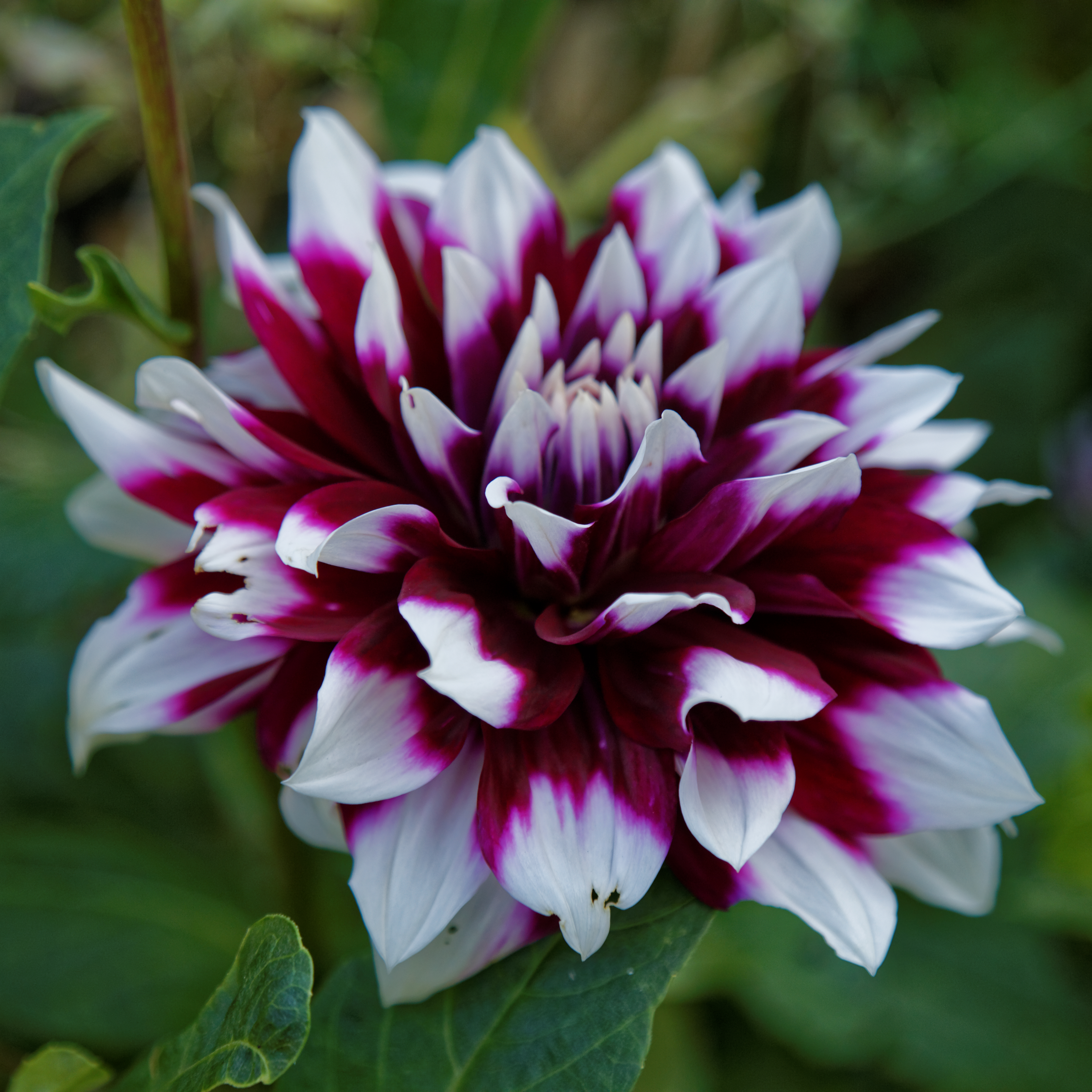
Dahlie in Purpur und Weiß
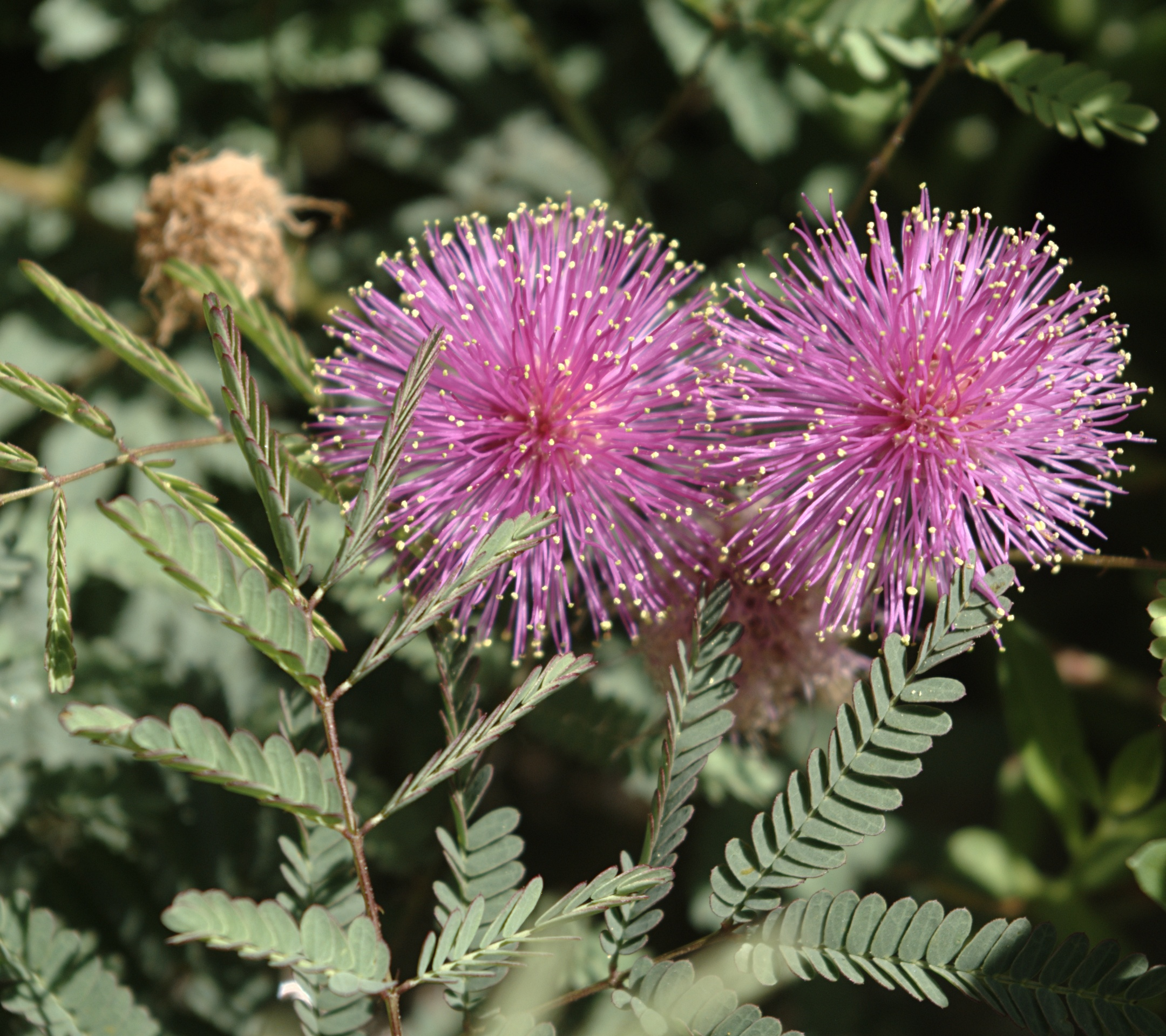
Mimosa rupertiana
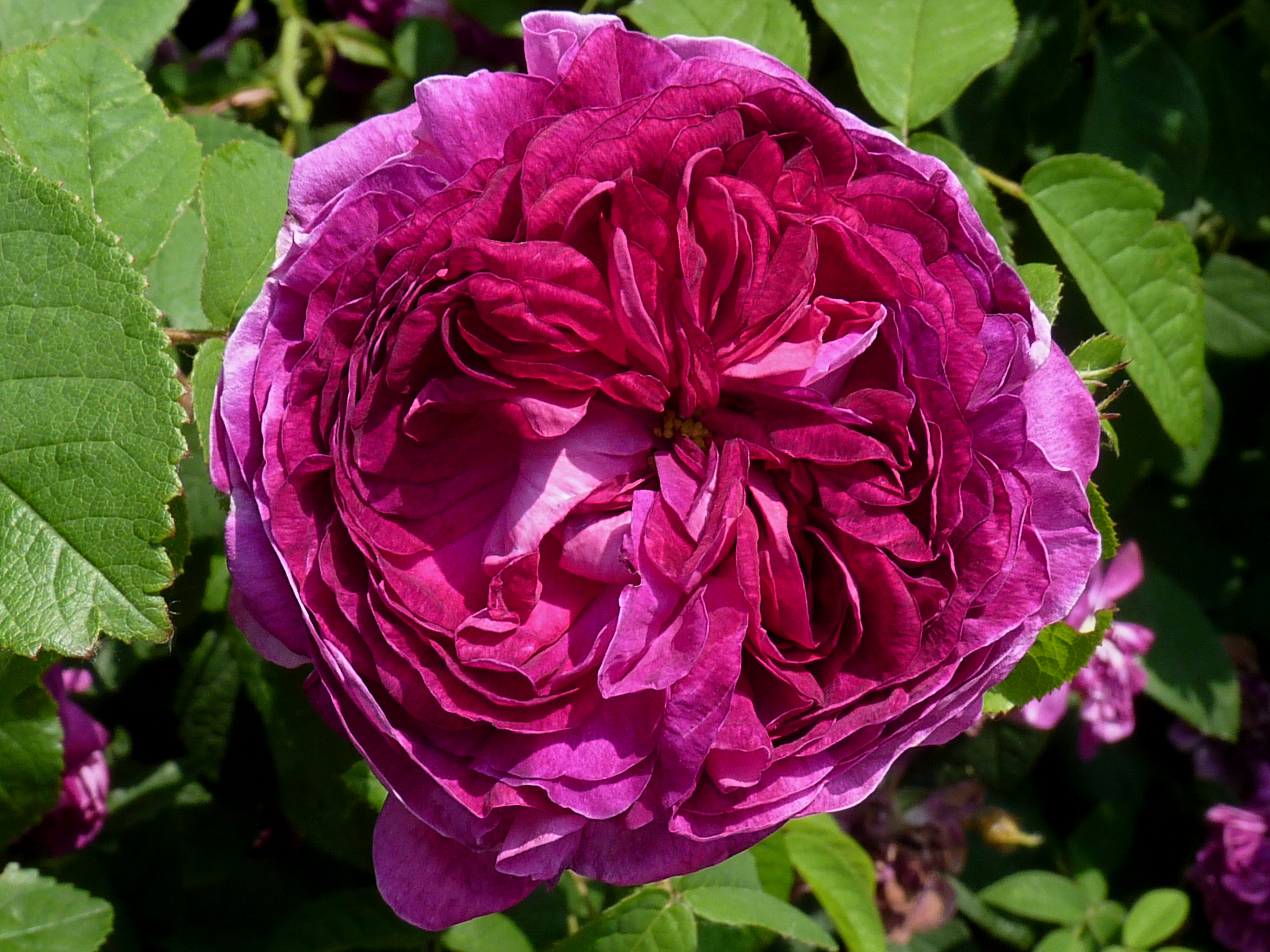
Essig-Rose 'Charles de Mills'

## Purpurfärbung als Namensgeber
Tiere

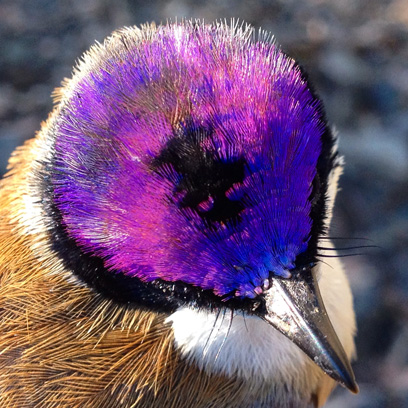
Kopfgefieder eines männlichen Purpurkron-Schmuckkolibris

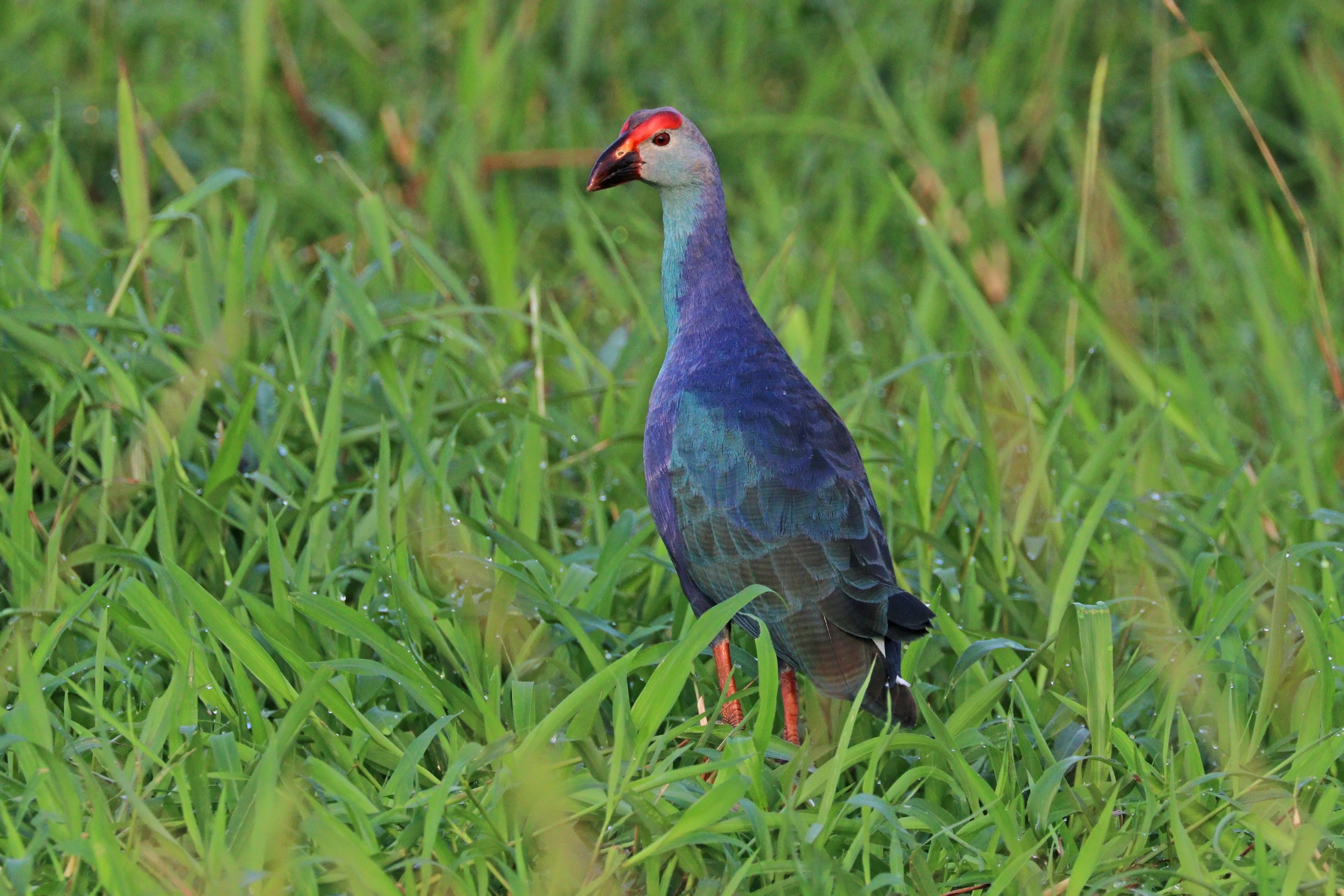
Männliches Purpurhuhn

- Purpurastrild (Pyrenestes ostrinus), Vogel aus der Familie der Prachtfinken
- Purpurbär (Diacrisia purpurata), Schmetterling aus der Familie der Nachtfalter
- Purpurbock (Purpuricenus kaehleri), Käfer aus der Familie der Bockkäfer
- Purpurbrustkolibri (Urosticte benjamini), Singvogel aus der Familie der Kolibris
- Purpurroter Schnellkäfer (Anostirus purpureus), Käfer aus der Familie der Schnellkäfer
- Purpur-Fruchtwanze (Carpocoris purpureipennis), eine Wanzenart
- Purpurglanzstar (Lamprotornis purpureus), Vogel aus der Familie der Stare
- Purpur-Grackel (Quiscalus quiscula), Vogel aus der Familie der Stärlinge
- Purpurhähnchen (Leptopoecile sophiae), ein Sperlingsvogel
- Purpurhuhn (Porphyrio porphyrio), Kranichvogel aus der Familie der Rallen
- Purpurhühner (Porphyrio), Vögel aus der Gattung der Rallen
- Purpurkron-Schmuckkolibri (Heliothryx barroti), Singvogel aus der Familie der Kolibris
- Purpur-Kurzschnabelkolibri (Ramphomicron microrhynchum), Singvogel aus der Familie der Kolibris
- Purpurreiher (Ardea purpurea), Vogelart aus der Familie der Reiher
- Purpurroter Schnellkäfer (Anostirus purpureus), Käfer aus der Familie der Schnellkäfer
- Purpurstirn-Saphirkolibri (Basilinna leucotis), Singvogel aus der Familie der Kolibris
- Purpurziersalmler (Nannostomus mortenthaleri), Fisch aus der Familie der Salmler
- Purpurroter Zünsler (Pyrausta purpuralis), Schmetterling aus der Familie der Rüsselzünsler
- Nordische Purpurschnecke (Nucella lapillus), eine Stachelschnecke

Pflanzen

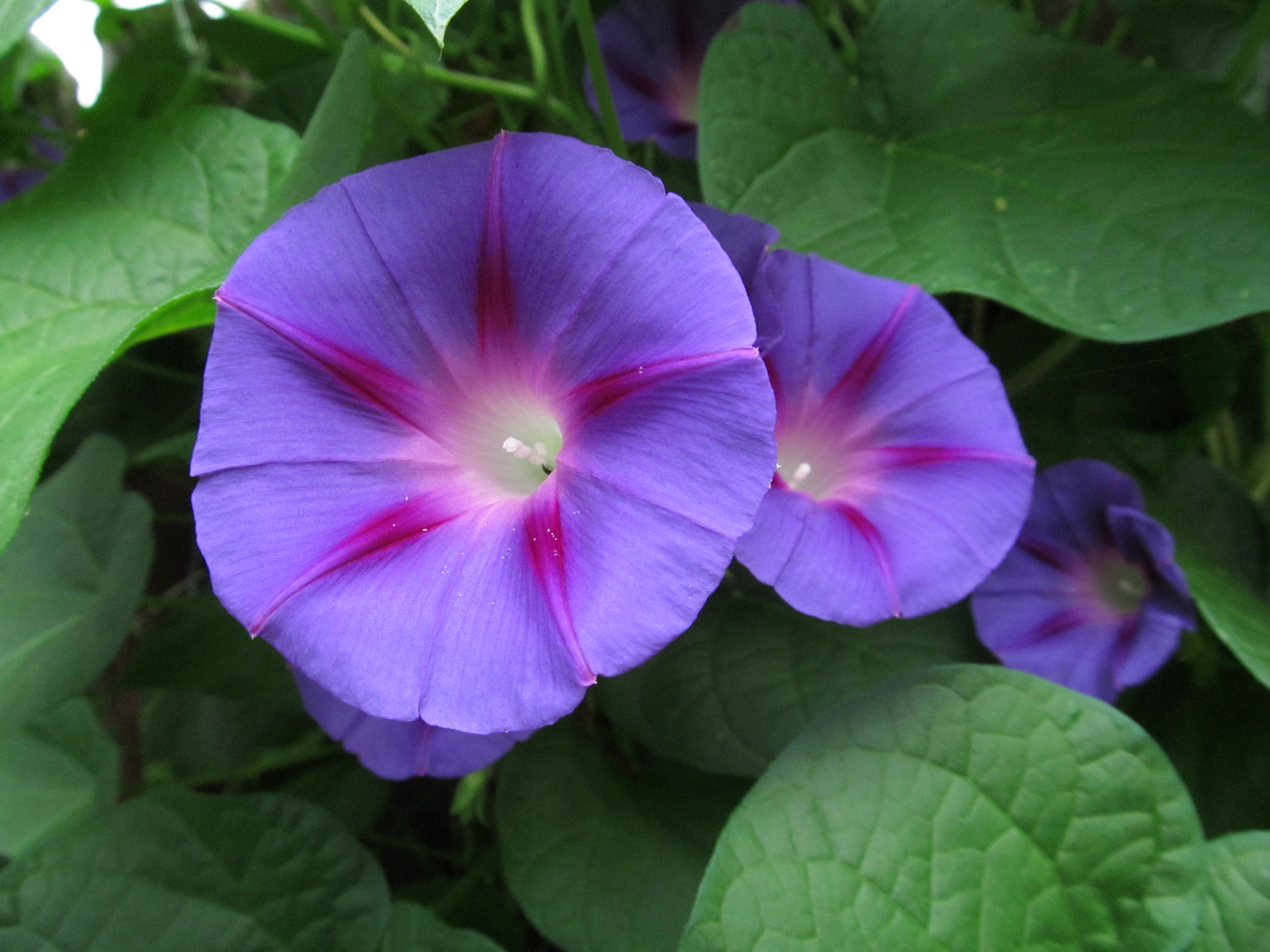
Purpur-Prunkwinde

- Purpurapfel (Malus purpurea), Kulturapfelsorte (Blutapfel)
- Purpurbuche (Fagus sylvatica f. purpurea), ein Buchengewächs (Blutbuche)
- Purpur-Enzian (Gentiana purpurea), ein Enziangewächs
- Purpur-Grasnelke (Armeria maritima), ein Bleiwurzgewächs
- Purpur-Knabenkraut (Orchis purpurea), aus der Familie der Orchideen
- Purpur-Klee (Trifolium rubens), ein Schmetterlingsblütler
- Purpur-Magnolie (Magnolia liliiflora), aus der Gattung der Magnolien
- Purpur-Prunkwinde (Ipomoea purpurea), ein Windengewächs
- Purpur-Rotalge (Porphyridium purpureum), ein Rotalge
- Purpurroter Agatapfel, eine Kulturapfelsorte
- Purpurroter Cousinot, eine alte Kulturapfelsorte
- Purpurrote Taubnessel (Lamium purpureum), aus der Gattung der Taubnesseln
- Purpurroter Zwiebelapfel, eine rigionale Kulturapfelsorte aus Baden
- Purpur-Sonnenhut (Echinacea purpurea), aus der Gattung der Sonnenhüte
- Purpur-Storchschnabel (Geranium purpureum), ein Storchschnabelgewächs
- Purpur-Tanne (Abies amabilis), ein Kieferngewächs
- Purpur-Weide (Salix purpurea), ein Weidengewächs

Pilze
- Blaufleckender Purpur-Röhrling (Imperator rhodopurpureus), ein Dickröhrlingsverwandter
- Purpurfilziger Holzritterling (Tricholomopsis rutilans), ein Champignonartiger
- Purpurfleckiger Täubling (Russula vinosopurpurea), ein Täublingsartiger
- Purpurschwarzer Täubling (Russula atropurpurea), ein Täublingsartiger
- Purpurschneidiger Blut-Helmling (Mycena sanguinolenta), ein Champignonartiger
- Rasiger Purpur-Schneckling (Hygrophorus neoerubescens), ein Champignonartiger
- Weinroter Purpur-Röhrling (Suillellus rubrosanguineus), ein Dickröhrlingsverwandter

Sonstiges
- Purpurit, ein Mineral aus der Klasse der Phosphate, Arsenate und Vanadate
- Purpurbakterien, phototroph lebende Proteobakterien
- Purpur ist die Flammenfarbe des chemischen Elements Rubidium